# Josef von Halban
Josef von Halban (früher: Blumenstock; * 10. Oktober 1870 in Wien; † 23. April 1937 in Wien) war ein österreichischer Mediziner aus der Familie Halban. Er war ein gleichermaßen anatomisch und physiologisch interessierter Gynäkologe jüdischer Herkunft.

## Leben
Er war langjähriger Assistent der geburtshilflichen Klinik Schauta, war dann tätig am Institut Pasteur in Paris. 1890 trat er vom israelitischen zum katholischen Glauben über. 1893 wurde er Privatdozent für Geburtshilfe und Gynäkologie in Wien, er promovierte 1894. 1909 wurde er a. o. Prof. an der Universität Wien, ab 1910 war er Vorstand der Gynäkologischen Abteilung des Wiedner Spital.
Aufgrund seiner Verdienste sowohl auf wissenschaftlichem als auch auf pädagogischem Gebiet wurde er durch kaiserliche Entschließung vom 16. August 1917 in den erblichen österreichischen Adelsstand erhoben.
Josef von Halban verfasste verschiedene gynäkologische Abhandlungen, darunter vor allem das große Handbuch der Biologie und Pathologie des Weibes (Berlin 1924–1929, gemeinsam mit Ludwig Seitz); daneben z. B. noch: Ovar und Menstruation (1901); Topographie des weiblichen Uterus (1901, mit Julius Tandler); Gynäkologische Operationslehre (1932). 
Nach ihm wurde die Halban-Faszie benannt. 
Er war mit der Kammersängerin Selma Kurz verheiratet. Aus der Ehe gingen zwei Kinder hervor, Sohn George und Tochter Dési von Halban-Kurz. Sie wurde ebenfalls Sängerin und heiratete in erster Ehe den Kunsthändler Jacques Goudstikker.

### Auszeichnungen
- Offiziersehrenzeichen mit der Kriegsdekoration für Verdienste um das Rote Kreuz[4]